# Eskil Ervik
Eskil Ervik (* 11. ledna 1975 Trondheim) je bývalý norský rychlobruslař.
V roce 1994 se zúčastnil svého jediného juniorského světového šampionátu. Na mezinárodní scéně závodil pravidelně od sezóny 1995/1996, kdy poprvé startoval ve Světovém poháru a kdy také absolvoval seniorské Mistrovství Evropy. Na Mistrovství světa ve víceboji 1999 vybojoval bronzovou medaili, kterou o rok později doplnil stříbrem z kontinentálního šampionátu. Startoval na Zimních olympijských hrách 2002 (1500 m – 35. místo, 5000 m – 21. místo). V dalších letech pomohl norskému týmu k bronzu na MS 2005 a rovněž si dobruslil pro stříbro na ME 2006. Na zimní olympiádě 2006 skončil čtvrtý (stíhací závod družstev), desátý (5000 m) a jedenáctý (10 000 m). Kariéru ukončil po sezóně 2006/2007, nicméně v roce 2009 se k bruslení dočasně vrátil. Ve druhé polovině toho roku absolvoval několik národních závodů, norský šampionát a jednou také startoval ve Světovém poháru.